# ماكوتو كوباياشي (سياسي)
ماكوتو كوباياشي (باليابانية: 小林眞) (و. 1950 – م) سياسي، من اليابان، في هاتشينوه، آوموري.

## التعليم
تعلم في جامعة توهوكو.